# Ciliosculum invisibile
Ciliosculum invisibile är en svampart som beskrevs av Kirschst. 1941. Ciliosculum invisibile ingår i släktet Ciliosculum och familjen Hyaloscyphaceae.   Inga underarter finns listade i Catalogue of Life.